# 35 Batalion Straży Granicznej
35 Batalion Straży Granicznej – jednostka organizacyjna Straży Granicznej w II Rzeczypospolitej.

## Formowanie i zmiany organizacyjne
Wykonując postanowienia uchwały Rady Ministrów z 23 maja 1922 roku, Minister Spraw Wewnętrznych rozkazem z 9 listopada 1922 roku zmienił nazwę „Bataliony Celne” na „Straż Graniczną”. Wprowadził jednocześnie w formacji nową organizację wewnętrzną. 35 batalion celny przemianowany został na 35 batalion Straży Granicznej.
35 batalion Straży Granicznej funkcjonował w strukturze Komendy Powiatowej Straży Granicznej w Krzemieńcu, a jego dowództwo stacjonowało w Ostrogu. W skład batalionu wchodziły cztery kompanie strzeleckie oraz jedna kompania karabinów maszynowych w liczbie 3 plutonów po 2 karabiny maszynowe na pluton. Dowódca batalionu posiadał uprawnienia dyscyplinarne dowódcy pułku. Cały skład osobowy batalionu obejmował etatowo 614 żołnierzy, w tym 14 oficerów. Z uwagi na eksterytorialne stacjonowanie, batalion odkomenderował oficera łącznikowego do starosty ostrogskiego.
W 1923 roku batalion przekazał swój odcinek oddziałom Policji Państwowej i został rozwiązany.

## Służba graniczna
Jeszcze w październiku 1922 35 batalion SG ochraniał odcinek granicy od toru kolejowego Mogilany do Ostroga [wył.].
Zgodnie z wnioskiem Wojewody Wołyńskiego, główny komendant SG płk Rożan nakazał dowódcy 35 batalionu SG obsadzić odcinek granicy państwowej od Ostroga do wsi Zakoty [wł.]. Komendę batalionu rozmieścić w Ostrogu. Jedną kompanię wycofać do Ostroga celem przeszkolenia. 
Sąsiednie bataliony
- 26 batalion Straży Granicznej ⇔ 6 batalion Straży Granicznej − X 1922[9]

## Żołnierze batalionu
Komendanci batalionu
| stopień      | imię i nazwisko          | okres pełnienia służby | kolejne stanowisko |
| ------------ | ------------------------ | ---------------------- | ------------------ |
| kapitan      | Stanisław Solecki (p.o.) | IX 1922 –              |                    |
| podpułkownik | Skarszewski              | – 5 XI 1922            |                    |
| kapitan      | Stanisław Solecki        | 5 XI 1922 –            |                    |